# Gran Flota

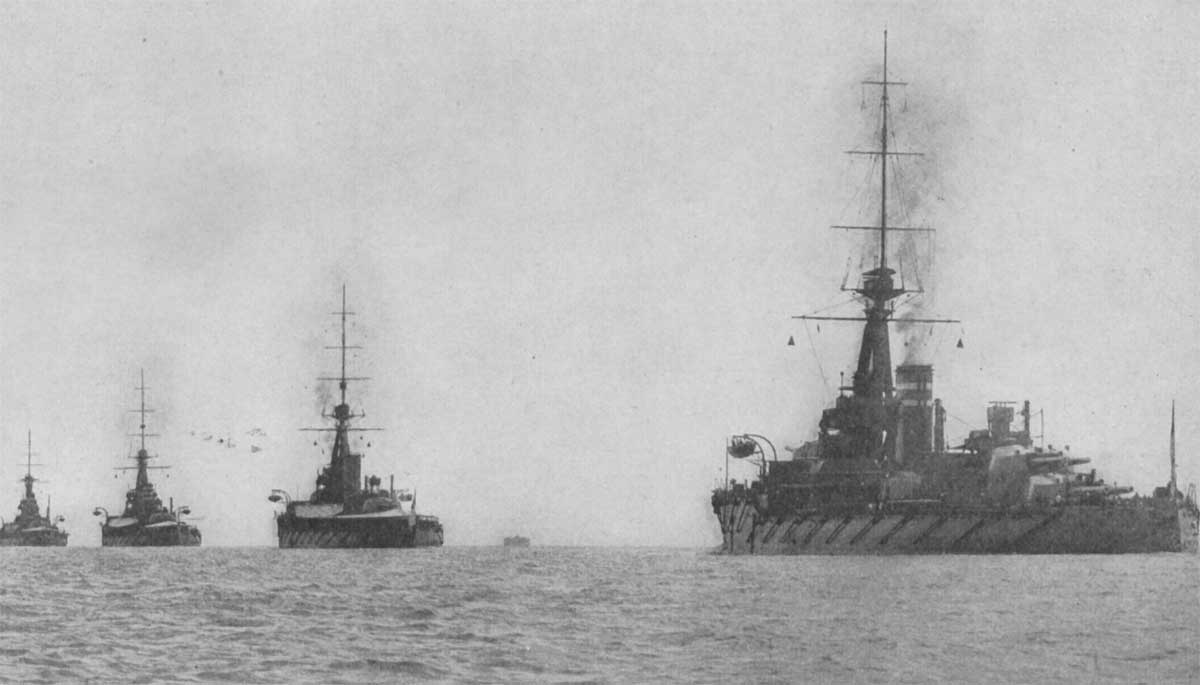
La segunda escuadra de combate de la Gran Flota. De izquierda a derecha, los acorazados HMS King George V, HMS Thunderer, HMS Monarch y HMS Conqueror.

La Gran Flota (en inglés Grand Fleet) fue una flota de la Marina Real británica formada expresamente para la Primera Guerra Mundial, por unión de las existentes.

## Historia
Fue formada en 1914 al unirse la Flota del Atlántico con la Home Fleet e incluía entre 35 y 40 buques capitales. Inicialmente, estuvo al mando del almirante John Jellicoe, primer Earl Jellicoe. Posteriormente, fue sucedido por el comandante de la flota de cruceros de batalla de la gran flota, el almirante David Beatty, primer Earl Beatty.
La Gran Flota, tenía su base en Scapa Flow, en las Islas Orcadas.
La Gran Flota, solo tomó parte de una acción de flota durante la contienda, la indecisa Batalla de Jutlandia. En esta batalla, fueron hundidos más buques británicos que alemanes, aunque la Flota de Alta Mar, resultó dañada tan extensamente que dispuso de muy pocos barcos durante algunos meses. Estratégicamente, fue una victoria británica, ya que los Ingleses, consiguieron mantener el control del mar del Norte, sin que hubiera más intentos de la flota alemana de conseguirlo.
Tras finalizar la Primera Guerra Mundial, la Gran Flota fue disuelta, y la mayor parte de sus unidades principales formando parte de la nueva Flota Atlántica.

## Orden de batalla
La Gran Flota, presentaba el siguiente orden de combate en mayo de 1916:

### Flota de combate

#### Primera escuadra de combate
(acorazados)
- 1ª división
  - Iron Duke - capitán Frederic Dreyer, almirante Sir John Jellicoe
  - Revenge - capitán Kiddle
  - Hercules - capitán Bernard
  - Agincourt - capitán Doughty
- 2ª división
  - Colossus - capitán Pound, almirante Ernest Gaunt
  - Collingwood - capitán Ley
  - Neptune - capitán Bernard
  - St Vincent - capitán Fisher

#### 2ª Escuadra de combate
(acorazados)
- 3ª división
  - King George V - capitán Field, almirante Doveton Sturdee
  - Ajax - capitán Baird
  - Centurion - capitán Culme-Seymour
  - Erin - capitán Stanley
- 4ª división
  - Orion - capitán Backhouse, almirante Leveson
  - Monarch - capitán Borrett
  - Conqueror - capitán Tothill
  - Thunderer - capitán Fergusson

#### 4ª Escuadra de combate
(acorazados)
- 7ª división
  - Marlborough - capitán Ross, vicealmirante Cecil Burney
  - Royal Oak - capitán MacLachlan
  - Superb - capitán Hyde-Parker, almirante Duff
  - Canada - capitán Nicholson
- 8ª división
  - Benbow - capitán Parker, Vicealmirante Jerram
  - Bellerophon - capitán Edward F. Bruen
  - Temeraire - capitán Underhill
  - Vanguard - capitán Dick

#### 1ª Escuadra de cruceros
(Cruceros acorazados)
- Defence - capitán Ellis, Almirante Arbuthnot
- Warrior - capitán Molteno
- Duke of Edinburgh - capitán Blackett
- Black Prince - capitán Bonham

#### 2ª Escuadra de cruceros
(Cruceros acorazados)
- Minotaur - capitán d'Eath, almirante Heath
- Hampshire - capitán Savill
- Cochrane - capitán Leatham
- Shannon - capitán J. S. Dumaresq

#### 4ª Escuadra de Cruceros Ligeros
(cruceros ligeros)
- Calliope – Commodoro Le Mesurier
- Constance - capitán Townsend
- Caroline - capitán Crooke
- Royalist - capitán Meade
- Comus - capitán Hotham

#### Cruceros Ligeros dependientes de la Gran flota
(cruceros ligeros)
- Active - capitán Withers
- Bellona - capitán Dutton
- Blanche - capitán Casement
- Boadicea - capitán Casement
- Canterbury - capitán Royds
- Chester - capitán Lawson

#### 4ª Flotilla de destructores
(destructores)
- Tipperary - capitán Wintour
- Acasta
- Achates
- Ambuscade
- Ardent
- Broke
- Christopher
- Contest
- Fortune
- Garland
- Hardy
- Midge
- Ophelia
- Owl
- Porpoise
- Shark
- Sparrowhawk
- Spitfire
- Unity

#### 11.ª Flotilla de destructores
(destructores)
- Castor (crucero ligero) – Comodoro Hawksley
- Kempenfelt - líder de flotilla
- Magic
- Mandate
- Manners
- Marne
- Martial
- Michael
- Milbrook
- Minion
- Mons
- Morning Star
- Mounsey
- Mystic
- Ossory

#### 12.ª Flotilla de destructores
(destructores)
- Faulknor - capitán Stirling
- Maenad
- Marksman
- Marvel
- Mary Rose
- Menace
- Mindful
- Mischief
- Munster
- Narwhal
- Nessus
- Noble
- Nonsuch
- Obedient
- Onslaught
- Opal

#### Varios
- Abdiel (Minador)
- Oak (buque nodriza de destructores)

### Fuerza de cruceros de batalla
Conocida tras 1916 como Flota de cruceros de batalla.

#### 1ª Escuadra de Cruceros de Batalla
(cruceros de batalla)
- Lion - capitán Chatfield, vicealmirante David Beatty
- Princess Royal - capitán Cowan, almirante O de Brock
- Queen Mary - capitán Prowse
- Tiger - capitán Pelly

#### 2ª Escuadra de Cruceros de Batalla
(cruceros de batalla)
- Australia - (ausente en la Batalla de Jutlandia) tras colisionar con su gemelo el HMS New Zealand
- New Zealand - capitán Green, almirante Pakenham
- Indefatigable - capitán Sowerby

#### 3ª Escuadra de Cruceros de Batalla
(cruceros de batalla)
- Invincible - capitán Cay, almirante Horace Hood
- Inflexible - capitán Heaton-Ellis
- Indomitable - capitán Kennedy

#### 5ª Escuadra de Cruceros de Batalla
(acorazados)
- Barham - capitán Craig, Almirante Evan-Thomas
- Valiant - capitán Woollcombe
- Warspite - capitán Philpotts
- Malaya - capitán Boyle

#### 1ª Escuadra de Cruceros Ligeros
(cruceros ligeros)
- Galatea – Comodoro Alexander-Sinclair
- Phaeton - capitán Cameron
- Inconstant - capitán Thesiger
- Cordelia - capitán Beamish

#### 2ª Escuadra de Cruceros Ligeros
(cruceros ligeros)
- Southampton - Comodoro Goodenough
- Birmingham - capitán Duff
- Nottingham - capitán Miller
- Dublin - capitán Scott

#### 3ª Escuadra de Cruceros Ligeros
(cruceros ligeros)
- Falmouth - capitán Edwards, almirante Napier
- Yarmouth - capitán Pratt
- Birkenhead - capitán Reeves
- Gloucester - capitán Blunt

#### Portahidroaviones
- Engadine

#### 1ª Flotilla de Destructores
(destructores)
- Fearless (crucero ligero) - capitán Roper
- Acheron
- Ariel
- Attack
- Badger
- Defender
- Goshawk
- Hydra
- Lapwing
- Lizard

#### 9ª y 10º Flotillas de Destructores (combinada)
(destructores)
- Lydiard - Comandante Goldsmith
- Landrail
- Laurel
- Liberty
- Moorsom
- Morris
- Termagant
- Turbulent

#### 13.ª Flotilla de Destructores
(destructores)
- Champion (crucero ligero) - capitán Farie
- Moresby
- Narbrough
- Nerissa
- Nestor
- Nicator
- Nomad
- Obdurate
- Onslow
- Pelican
- Petard